# Першинари (Дамбовица)
Першинари (рум. Perșinari) насеље је у Румунији у округу Дамбовица у општини Першинари. Oпштина се налази на надморској висини од 231 m.

## Становништво
Према подацима из 2002. године у насељу је живело 2877 становника.

### Попис2002.
| Расподела становништва по националности 2002.‍ | Расподела становништва по националности 2002.‍ | Расподела становништва по националности 2002.‍ | Расподела становништва по националности 2002.‍ | Расподела становништва по националности 2002.‍ |
| --------------------------------------------- | --------------------------------------------- | --------------------------------------------- | --------------------------------------------- | --------------------------------------------- |
|                                               |                                               |                                               |                                               |                                               |
| Румуни                                        | Румуни                                        |                                               | 2.816                                         | 97,9%                                         |
| Роми                                          | Роми                                          |                                               | 60                                            | 2,1%                                          |